# Konrad-Adenauer-Allee (Bremen)
Die Konrad-Adenauer-Allee ist eine zentrale Durchgangsstraße in Bremen, Stadtteile Vahr, Ortsteil Gartenstadt Vahr und etwas Stadtteil Schwachhausen, Ortsteil Gete. Sie führt in Nord/West-Süd-Ost-Richtung von der Kirchbachstraße bis zur Beneckendorffallee.
Die Querstraßen und Anschlussstraßen wurden u. a. benannt als Kirchbachstraße nach General Hugo von Kirchbach, Allensteiner Straße und Ortelsburger Straße nach den ostpreußischen Städten, Ostpreußische Straße nach der früheren preußischen Provinz, Barbarossastraße nach Kaiser Friedrich I. (1122–1190) genannt Barbarossa (italienisch für Rotbart), Steubenstraße nach dem preußischen Offizier und US-amerikanischen Generalmajor Friedrich Wilhelm von Steuben (1730–1794), Julius-Brecht-Allee nach dem Politiker (SPD) und Beneckendorffallee nach Generalfeldmarschall und Reichspräsident Paul von Beneckendorff und von Hindenburg (1847–1934); ansonsten siehe beim Link zu den Straßen.

## Geschichte

### Name
Die Straße ist seit 1977 benannt nach Konrad Adenauer (1876–1967), Jurist, Politiker (Deutsche Zentrumspartei, CDU), von 1949 bis 1963 erster Bundeskanzler der Bundesrepublik Deutschland. Er war von 1917 bis 1933 Oberbürgermeister von Köln, ab 1918 Mitglied im Preußischen Herrenhaus und von 1921 bis 1933 Präsident des Preußischen Staatsrats sowie 1945 Mitgründer der CDU und deren Vorsitzender von 1950 bis 1966.
Die Straße hieß davor seit 1927 Hindenburgallee. Der Straßenname Hindenburgstraße ist im Stadtteil Burglesum bereits vertreten.

### Entwicklung

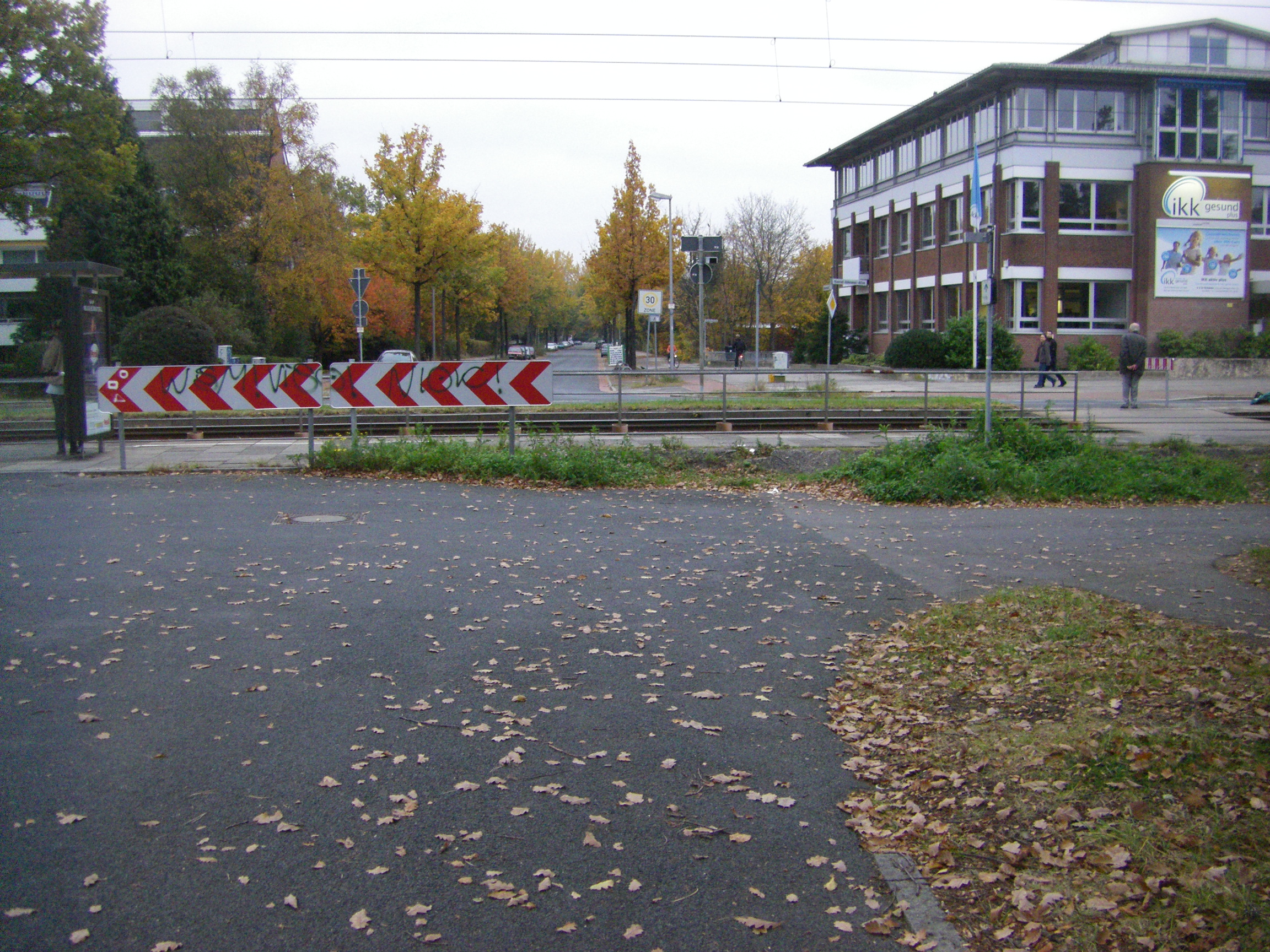
Einmündung an der Barbarossastraße mit Bürohaus Nr. 42

Die Vahr (1167 Vare, später Voren; Fuhren = Furche) ist ein sehr junger Stadtteil von Bremen. Die Gartenstadt Vahr wurde ab 1956 städtebaulich von Ernst May (Neue Heimat, Hamburg) für die Gewoba geplant; später kamen bei der Planung die Architekten Max Säume und Günther Hafemann (beide Bremen) als Planer hinzu. Danach fand die Realisierung des Wohnbauprojektes bis um 1960 statt. Die Gartenstadt Vahr hatte 2009 als reines Wohnquartier 7372 Einwohner.
Die Straße führt südlich von der Gartenstadt Vahr und am Ende in der Nähe der Bahnstrecke Bremen-Hannover.

### Verkehr
Die Straßenbahn Bremen durchfährt die Straße seit 1967, immer mit der Linie 1, heute Huchting – Mahndorf. Die Haltestellen in diesem Bereich sind Kurfürstenallee, Barbarossastraße und Julius-Brecht-Allee. 
Der frühere Sandweg wurde 1967 als Hindenburgallee für neue Linie 1, damals Arsterdamm – Blockdiek, ausgebaut. Er sollte auch Teil einer durchgehenden Straßenverbindung von Findoeff quer durch den Bürgerpark nach Sebaldsbrück werden, die nie gebaut wurde. Für den durchgehenden Autoverkehr wurde die stadteinwärtige Fahrspur erst nach der Straßenbahn fertiggestellt, stadtauswärts gar nicht mehr.
Im Nahverkehr in Bremen tangieren die Straße die Buslinien 25 (Weidedamm-Süd ↔ Osterholz) an der Julius-Brecht-Allee sowie 22 (Kattenturm-Mitte ↔ Universität-Ost) und 24 (Rablinghausen ↔ Neue Vahr-Nord) an der Kirchbachstraße.

## Gebäude und Anlagen
An der Straße stehen zwei- bis viergeschossige Wohnhäuser die alle nach und um 1960 gebaut wurden.
Erwähnenswerte Gebäude und Anlagen
Nordseite
- Ecke Allensteiner Straße 1: 8-gesch. Wohnhochhaus
- Nr. 10 bis 28: 2-gesch. Wohnhäuser
- Nr. 30/34: 3-gesch. Wohnhaus
- Nr. 42: 3-gesch. Bürohaus von um 2010 mit einer Versicherung
- Nr. 44: 3-gesch. Bürohaus von um 2015 mit Staffelgeschossen
- Barbarossastraße 136: 4-gesch. Wohnhaus von um 2010
- Nr. 86/88: Sportanlage des TuS Schwachhausen von 1883 mit Plätzen, Tribüne (2500 Plätze), Halle, Büros und Umkleidegebäude der Bezirkssportanlage
- Nr. 86: 4-gesch. Oberschule an der Julius-Brecht-Allee mit 550 Schülern; Gebäude von um 1970/80, 2001 saniert (Architekt Horst Rosengart, Bremen) und 2005 neuer 3-gesch. Trakt nach Plänen von Michael Schröder, Bremen (BDA-Preis 2006)

Südseite
- Nr. 1 bis 41: 1- bis 3-gesch. Wohnhäuser, danach
- Zur Seite der Bahnlinie: Kleingartengebiete und Grünanlage